# Selidosema vespertaria
Selidosema vespertaria är en fjärilsart som beskrevs av Eugen Johann Christoph Esper. Selidosema vespertaria ingår i släktet Selidosema och familjen mätare. Inga underarter finns listade i Catalogue of Life.